# جبل شمنصير
شَمَنصير هو جبل بديار قبيلة بنو سُليم يقع بمركز شمنصير (مركز «القعور» سابقا) في محافظة الكامل، التابعة لمنطقة مكة المكرمة. يعد جزء من سلسلة جبال السروات وتحتضنه حرة شمنصير. يصل ارتفاعه إلى حوالي 1600 متر ويمتد طوله من الشمال إلى الجنوب أكثر من 20 كلم فيما يختلف عرضه من مكان إلى آخر حيث يصل أقصى اتساعه من الشرق إلى الغرب حوالي 7 كم بينما يضيق عن ذلك في مواقع أخرى مما أكسبه ميزات مختلفة عما حوله من المناطق تجلت في اختلاف مناخه وتنوع وثراء غطائه النباتي وميل درجة حرارته إلى الاعتدال صيفا والانخفاض شتاء ويصل الفارق في درجة الحرارة بين الجبل والمناطق حوله مثل الكامل إلى عشر درجات مئوية. وتنحدر من سفوحه عدة شعاب وأودية ترفد وادي المرواني.
قال ياقوت الحموي
«جبل بساية، وساية: واد عظيم به أكثر من سبعين عينا، ويصل بين ديار سليم وهذيل، قال فيه ابن جؤية الهذلي:»
قال الأزهري في التهذيب
«وشمنصير: جبل معروف قال عنه عرام السُلمي: جبل يتصل بضرعاء، وهي قرية قرب ذرة من حرة شمنصير، ثم تابع ــ وهو بيت القصيد ــ هو جبل ململم لم يعله أحد قط، ولا أدري ما على ذروته، فأعلاه الفهود والأسود والمياه تتحول إلى ينابيع لا يتوقف تدفقها، جنوبه قرية رهاط ووادي غران، وغربه وادي ساية وأكثر نباته النبع والشوحط».
قال البكري
«هو جبل ململم من جبال تهامة لم يعله قط أحد، ولا يدرى ما ذروته، وبأعلاه الينابيع تنساب، ويطل على ساية وهي واد عظيم به أكثر من سبعين عينا».